# Qualifications à la Coupe d'Afrique des nations de football 2017, groupe J
Le groupe J des qualifications à la Coupe d'Afrique des nations de football 2017 est une compétition qualificative pour la phase finale de la Coupe d'Afrique des nations de football 2017, qui se déroule en janvier et février 2017 au Gabon.

## Classement

### Groupe J
| Rang | Équipe     | Pts | J | G | N | P | Bp | Bc | Diff |  | Résultats (▼ dom., ► ext.) |     |     |     |     |
| ---- | ---------- | --- | - | - | - | - | -- | -- | ---- |  | -------------------------- | --- | --- | --- | --- |
| 1    | Algérie    | 16  | 6 | 5 | 1 | 0 | 25 | 5  | +20  |  | Algérie                    |     | 7-1 | 4-0 | 6-0 |
| 2    | Éthiopie   | 11  | 6 | 3 | 2 | 1 | 11 | 14 | -3   |  | Éthiopie                   | 3-3 |     | 2-1 | 2-1 |
| 3    | Seychelles | 4   | 6 | 1 | 1 | 4 | 5  | 11 | -6   |  | Seychelles                 | 0-2 | 1-1 |     | 2-0 |
| 4    | Lesotho    | 3   | 6 | 1 | 0 | 4 | 4  | 14 | -10  |  | Lesotho                    | 1-3 | 1-2 | 2-1 |     |

## Résultats
| 1re journée              | Algérie                                      | 4 - 0   | Seychelles | Stade Mustapha Tchaker, Blida Algérie                         |                                                               |
| 13 juin 2015 20h30 UTC+1 | Slimani 21e · Soudani 34e 47e · Bentaleb 89e | (2 - 0) |            | Spectateurs : 22 000 Arbitrage : Mohamed Hamada ( Mauritanie) | Spectateurs : 22 000 Arbitrage : Mohamed Hamada ( Mauritanie) |

| 14 juin 2015 | Éthiopie             | 2 - 1   | Lesotho      | Bahir Dar Stadium, Bahir Dar Éthiopie                       |                                                             |
| 16h00 UTC+3  | Panom 65e · Said 77e | (0 - 1) | 41e Mothoana | Spectateurs : 42 000 Arbitrage : Malang Diedhiou ( Sénégal) | Spectateurs : 42 000 Arbitrage : Malang Diedhiou ( Sénégal) |

| 2e journée                   | Seychelles       | 1 - 1   | Éthiopie    | Stade Linité, Victoria Seychelles                       |                                                         |
| 5 septembre 2015 16h30 UTC+4 | Adela 23e (pen.) | (1 - 0) | 52e Tesfaye | Spectateurs : 10 000 Arbitrage : Ali Adelaïd ( Comores) | Spectateurs : 10 000 Arbitrage : Ali Adelaïd ( Comores) |

| 6 septembre 2015 | Lesotho        | 1 - 3   | Algérie                         | Setsoto Stadium, Maseru Lesotho                            |                                                            |
| 15h00 UTC+2      | Mokhahlane 38e | (1 - 1) | 32e Ghoulam · 85e 90+1e Soudani | Spectateurs : 20 000 Arbitrage : Jackson Pavaza ( Namibie) | Spectateurs : 20 000 Arbitrage : Jackson Pavaza ( Namibie) |

| 3e journée               | Algérie                                                                       | 7 - 1   | Éthiopie   | Stade Mustapha Tchaker, Blida Algérie                           |                                                                 |
| 25 mars 2016 20h30 UTC+1 | Feghouli 23e 47e · Slimani 31e 90+2e · Brahimi 72e · Taïder 74e · Ghezzal 80e | (2 - 0) | 84e Kebede | Spectateurs : 30 000 Arbitrage : Victor Gomes ( Afrique du Sud) | Spectateurs : 30 000 Arbitrage : Victor Gomes ( Afrique du Sud) |

| 26 mars 2016 | Seychelles                 | 2 - 0   | Lesotho | Stade Linité, Victoria Seychelles                           |                                                             |
| 16h30 UTC+4  | Waye-Hive 2e · Suzette 78e | (1 - 0) |         | Spectateurs : 10 000 Arbitrage : Louis Hakizimana ( Rwanda) | Spectateurs : 10 000 Arbitrage : Louis Hakizimana ( Rwanda) |

| 4e journée               | Lesotho                 | 2 - 1   | Seychelles  | Setsoto Stadium, Maseru Lesotho                            |                                                            |
| 29 mars 2016 15h00 UTC+2 | Jane 20e · Khutlang 76e | (1 - 1) | 25e Suzette | Spectateurs : 12 000 Arbitrage : Israel Mujuni ( Tanzanie) | Spectateurs : 12 000 Arbitrage : Israel Mujuni ( Tanzanie) |

| 29 mars 2016 | Éthiopie                    | 3 - 3   | Algérie                               | Addis-Abeba Stadium, Addis-Abeba Éthiopie               |                                                         |
| 16h00 UTC+3  | Kebede 29e 50e · Fekadu 64e | (1 - 1) | 43e Slimani · 62e Mandi · 85e Ghoulam | Spectateurs : 35 000 Arbitrage : Davies Omweno ( Kenya) | Spectateurs : 35 000 Arbitrage : Davies Omweno ( Kenya) |

| 5e journée              | Seychelles | 0 - 2   | Algérie                  | Stade Linité, Victoria Seychelles                          |                                                            |
| 2 juin 2016 15h00 UTC+1 |            | (0 - 1) | 41e Benzia · 61e Soudani | Spectateurs : 6 000 Arbitrage : El Fadil Mohamed ( Soudan) | Spectateurs : 6 000 Arbitrage : El Fadil Mohamed ( Soudan) |

| 5 juin 2016 | Lesotho       | 1 - 2   | Éthiopie       | Setsoto Stadium, Maseru Lesotho                             |                                                             |
| 15h00 UTC+2 | Thabantso 58e | (0 - 1) | 45e 53e Kebede | Spectateurs : 7 000 Arbitrage : Parmendra Nunkoo ( Maurice) | Spectateurs : 7 000 Arbitrage : Parmendra Nunkoo ( Maurice) |

| 6e journée                   | Éthiopie                     | 2 - 1   | Seychelles    | Awassa Kenema Stadium, Awasa Éthiopie                   |                                                         |
| 3 septembre 2016 16h30 UTC+3 | Kebede 33e · Said 52e (pen.) | (1 - 1) | 20e Henriette | Spectateurs : 23 000 Arbitrage : Brian Miiro ( Ouganda) | Spectateurs : 23 000 Arbitrage : Brian Miiro ( Ouganda) |

| 4 septembre 2016 | Algérie                                                               | 6 - 0   | Lesotho | Stade Mustapha Tchaker, Blida Algérie                        |                                                              |
| 20h30 UTC+1      | Soudani 7e 38e · Mahrez 17e 74e · Taïder 23e · Boudebouz 45+2e (pen.) | (5 - 0) |         | Spectateurs : 20 000 Arbitrage : Sékou Ahmed Touré ( Guinée) | Spectateurs : 20 000 Arbitrage : Sékou Ahmed Touré ( Guinée) |

## Liste des buteurs
7 Buts
- Hillal Soudani

5 Buts
- Getaneh Kebede

4 Buts
- Islam Slimani

2 buts
- Sofiane Feghouli
- Faouzi Ghoulam
- Dine Suzette
- Riyad Mahrez
- Saphir Taïder

1 but
- Nabil Bentaleb
- Yassine Benzia
- Yacine Brahimi
- Rachid Ghezzal
- Ryad Boudebouz
- Gatoch Panom
- Saladin Said
- Seyoum Tesfaye
- Sunny Jane
- Tumelo Khutlang
- Ralekoti Mokhahlane
- Bokang Mothoana
- Jean-Paul Adela
- Gervais Waye-Hive
- Thabantso